# Tiro ai Giochi della XXV Olimpiade
Si sono svolte 13 gare, 9 maschili e 4 femminili presso il Camp de Tir Olímpic di Mollet del Vallès.
| Posizione | Paese                              | Oro | Argento | Bronzo | Totale |
| --------- | ---------------------------------- | --- | ------- | ------ | ------ |
| 1         | Squadra Unificata                  | 5   | 2       | 1      | 8      |
| 2         | Cina                               | 2   | 2       | 0      | 4      |
| 3         | Germania                           | 2   | 0       | 1      | 3      |
| 4         | Corea del Sud                      | 2   | 0       | 0      | 2      |
| 5         | Stati Uniti                        | 1   | 1       | 0      | 2      |
| 6         | Cecoslovacchia                     | 1   | 0       | 1      | 2      |
| 7         | Bulgaria                           | 0   | 2       | 1      | 3      |
| 8         | Partecipanti Olimpici Indipendenti | 0   | 1       | 2      | 3      |
| 9         | Giappone                           | 0   | 1       | 1      | 2      |
| 10        | Francia                            | 0   | 1       | 0      | 1      |
| 10        | Lettonia                           | 0   | 1       | 0      | 1      |
| 10        | Norvegia                           | 0   | 1       | 0      | 1      |
| 10        | Perù                               | 0   | 1       | 0      | 1      |
| 14        | Italia                             | 0   | 0       | 2      | 2      |
| 15        | Mongolia                           | 0   | 0       | 1      | 1      |
| 15        | Romania                            | 0   | 0       | 1      | 1      |
| 15        | Svezia                             | 0   | 0       | 1      | 1      |
| 15        | Polonia                            | 0   | 0       | 1      | 1      |
| Totale    | Totale                             | 13  | 13      | 13     | 39     |

## Risultati

### Pistola 10 metri
| Posizione | Atleta           | Paese             | Punti |
| --------- | ---------------- | ----------------- | ----- |
|           | Wang Yifu        | Cina              | 684,8 |
|           | Sergej Pyž'janov | Squadra Unificata | 684,1 |
|           | Sorin Babii      | Romania           | 684,1 |

| Posizione | Atleta            | Paese                              | Punti |
| --------- | ----------------- | ---------------------------------- | ----- |
|           | Marina Logvinenko | Squadra Unificata                  | 486,4 |
|           | Jasna Šekarić     | Partecipanti Olimpici Indipendenti | 486,4 |
|           | Maria Grozdeva    | Bulgaria                           | 481,6 |

### Pistola 25 metri
| Posizione | Atleta              | Paese             | Punti |
| --------- | ------------------- | ----------------- | ----- |
|           | Ralf Schumann       | Germania          | 885   |
|           | Afanasijs Kuzmins   | Lettonia          | 882   |
|           | Vladimir Vokhmianin | Squadra Unificata | 882   |

| Posizione | Atleta                | Paese             | Punti |
| --------- | --------------------- | ----------------- | ----- |
|           | Marina Logvinenko     | Squadra Unificata | 684   |
|           | Li Duihong            | Cina              | 680   |
|           | Dorzhsuren Munkhbayar | Mongolia          | 679   |

### Pistola 50 metri
| Posizione | Atleta               | Paese             | Punti |
| --------- | -------------------- | ----------------- | ----- |
|           | Kanstantsin Lukashyk | Squadra Unificata | 658   |
|           | Wang Yifu            | Cina              | 657   |
|           | Ragnar Skanåker      | Svezia            | 657   |

### Fucile 10 metri
| Posizione | Atleta          | Paese             | Punti |
| --------- | --------------- | ----------------- | ----- |
|           | Juri Fedkin     | Squadra Unificata | 695,3 |
|           | Franck Badiou   | Francia           | 691,9 |
|           | Johann Riederer | Germania          | 691,7 |

| Posizione | Atleta        | Paese                              | Punti |
| --------- | ------------- | ---------------------------------- | ----- |
|           | Yeo Kab Soon  | Corea del Sud                      | 498,2 |
|           | Vesela Lečeva | Bulgaria                           | 495,3 |
|           | Aranka Binder | Partecipanti Olimpici Indipendenti | 495,1 |

### Fucile 50 metri seduti
| Posizione | Atleta            | Paese                              | Punti |
| --------- | ----------------- | ---------------------------------- | ----- |
|           | Lee Eun Chul      | Corea del Sud                      | 702,5 |
|           | Harald Stenvaag   | Norvegia                           | 701,4 |
|           | Stevan Pletikosić | Partecipanti Olimpici Indipendenti | 701,1 |

### Fucile 50 metri 3 posizioni
| Posizione | Atleta          | Paese             | Punti  |
| --------- | --------------- | ----------------- | ------ |
|           | Gracha Petikian | Squadra Unificata | 1267,4 |
|           | Robert Foth     | Stati Uniti       | 1266,6 |
|           | Ryohei Koba     | Giappone          | 1265,6 |

| Posizione | Atleta                  | Paese       | Punti |
| --------- | ----------------------- | ----------- | ----- |
|           | Launi Meili             | Stati Uniti | 684,3 |
|           | Nonka Matova            | Bulgaria    | 682,7 |
|           | Małgorzata Książkiewicz | Polonia     | 681,5 |

### Fossa olimpica
| Posizione | Atleta          | Paese          | Punti |
| --------- | --------------- | -------------- | ----- |
|           | Petr Hrdlička   | Cecoslovacchia | 219   |
|           | Kazumi Watanabe | Giappone       | 219   |
|           | Marco Venturini | Italia         | 218   |

### 10 metri bersaglio mobile
| Posizione | Atleta           | Paese             | Punti |
| --------- | ---------------- | ----------------- | ----- |
|           | Michael Jakosits | Germania          | 673   |
|           | Anatoli Asrabaev | Squadra Unificata | 672   |
|           | Luboš Račanský   | Cecoslovacchia    | 670   |

### Skeet
| Posizione | Atleta         | Paese  | Punti |
| --------- | -------------- | ------ | ----- |
|           | Zhan Shan      | Cina   | 223   |
|           | Juan Giha      | Perù   | 222   |
|           | Bruno Rossetti | Italia | 222   |